# 菲乌米奇诺

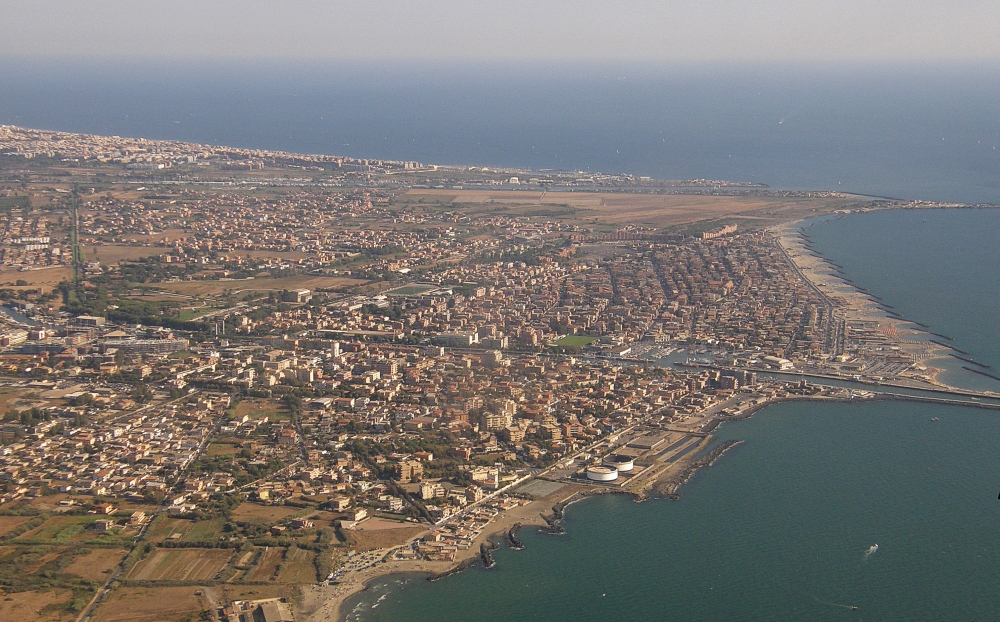
上空照

菲乌米奇诺（義大利語：Fiumicino）是意大利拉齐奥大区罗马首都广域市的一个市镇，面积213.44平方公里，人口63,337人（2007年）。
菲乌米奇诺以渔业闻名，镇上的海鲜餐馆吸引了大量来自周边城镇的消费者。
菲乌米奇诺有莱昂纳多·达·芬奇机场。